# Ashley Hlungwani
Ashley Hlungwani (* 25. April 1991) ist ein südafrikanischer Sprinter, der sich auf den 400-Meter-Lauf spezialisiert hat.

## Sportliche Laufbahn
Erste Erfahrungen bei internationalen Meisterschaften sammelte Ashley Hlungwani bei den IAAF World Relays 2019 in Yokohama, bei denen er mit der südafrikanischen 4-mal-400-Meter-Staffel in 3:05,32 min den sechsten Platz belegte. Anschließend nahm er in der Staffel an den Afrikaspielen in Rabat teil und gewann dort in 3:03,18 min die Silbermedaille hinter dem Team aus Botswana.

## Persönliche Bestzeiten
- 400 Meter: 45,76 s, 27. April 2019 in Germiston